# Broin
Broin ist eine französische Gemeinde mit 410 Einwohnern (Stand: 1. Januar 2022) im Département Côte-d’Or in der Region Bourgogne-Franche-Comté. Sie gehört zum Kanton Brazey-en-Plaine und zum Arrondissement Beaune. 
Sie grenzt im Norden an Saint-Nicolas-lès-Cîteaux, im Osten an Bonnencontre, im Südosten an Lechâtelet, im Süden an Auvillars-sur-Saône, im Südwesten an Argilly und im Nordwesten an Gerland.

## Bevölkerungsentwicklung
| Jahr                       | 1962 | 1968 | 1975 | 1982 | 1990 | 1999 | 2008 | 2015 |
| -------------------------- | ---- | ---- | ---- | ---- | ---- | ---- | ---- | ---- |
| Einwohner                  | 191  | 154  | 192  | 258  | 311  | 317  | 416  | 441  |
| Quellen: Cassini und INSEE |      |      |      |      |      |      |      |      |

## Sehenswürdigkeiten
- Kirche Saint-André, seit 1976 ein Monument historique
- Schloss aus dem Jahr 1747

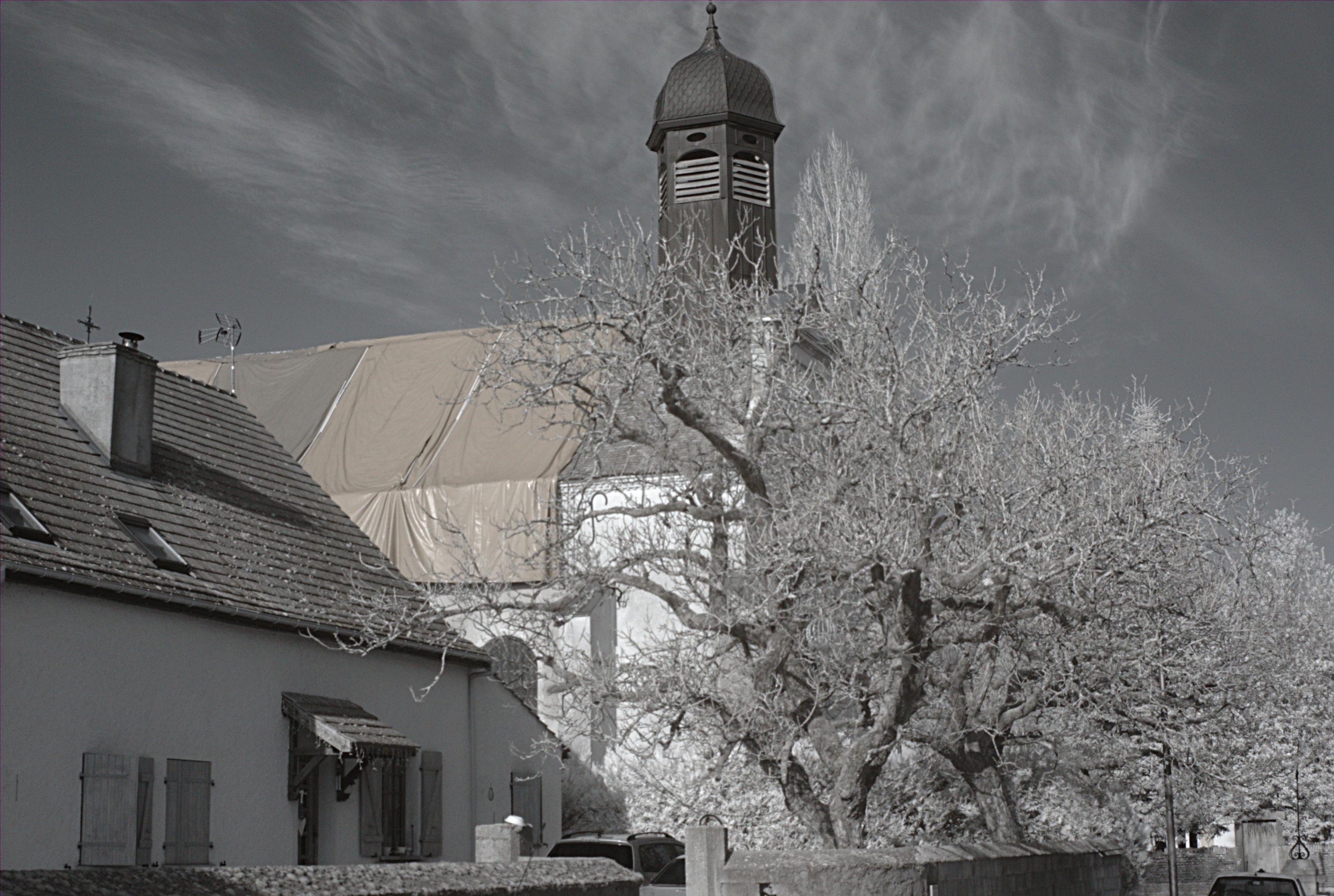
Kirche Saint-André
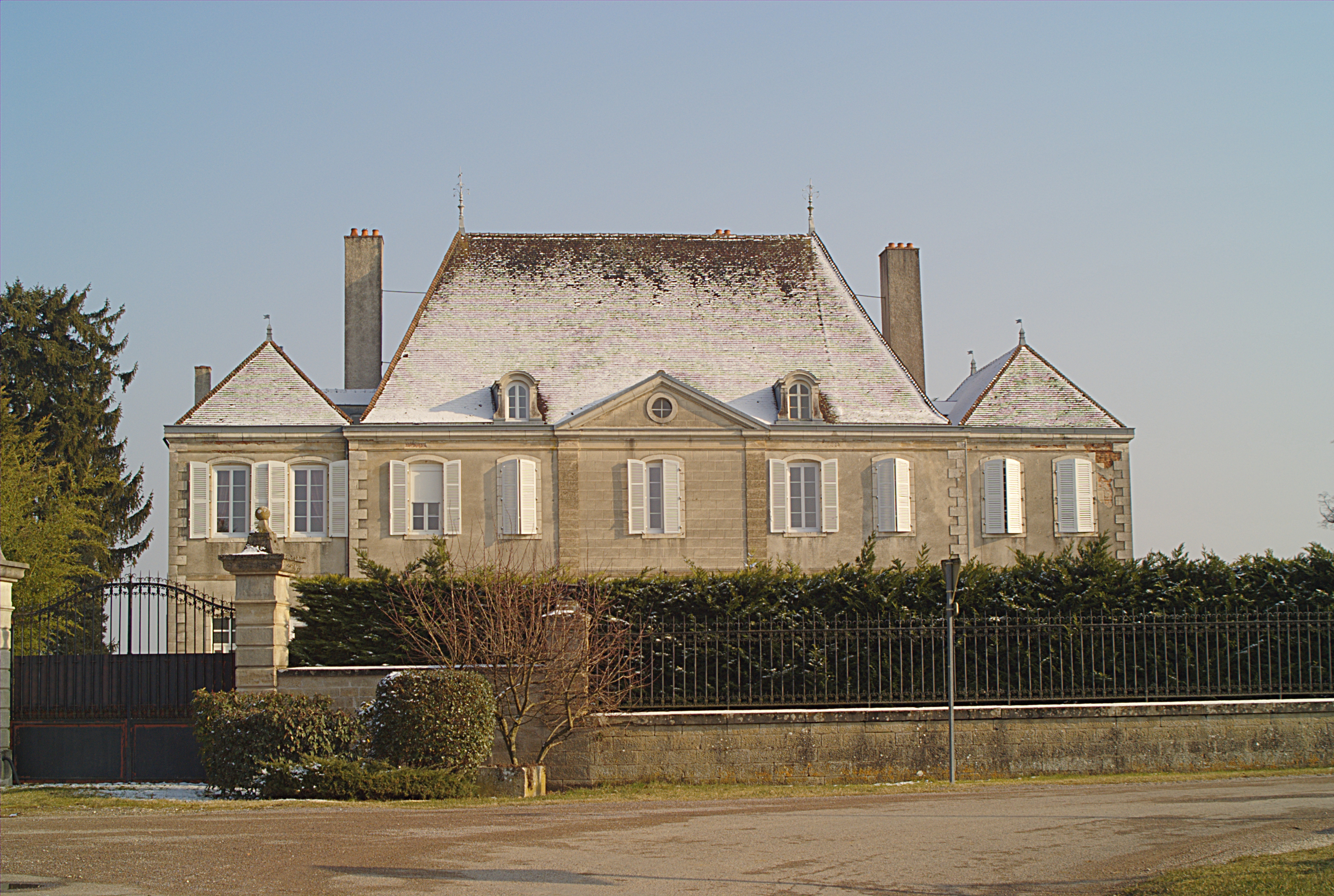
Schloss